# Райковецкое городище
Райкове́цкое городище — археологический памятник, расположенный на возвышенном левом берегу реки Гнилопяти близ села Райки Бердичевского района. Представляет собой остатки небольшого укреплённого города времён Киевской Руси, уничтоженного в 1240 году монголо-татарами. Летописных свидетельств о Райковецком городке не имеется.
Оборонительную систему города составлял глубокий семиметровый ров и высокий земляной вал с выходами к детинцу. К валу примыкали хозяйственные и складские помещения. Площадь детинца городища вместе с валами и рвами составляет около 1,25 га. В центральной части было обнаружено несколько полуземлянок, которые служили как загоны для скота и хранения корма. В других полуземлянках, по-видимому, изготовлялись железные и ювелирные изделия. Горны для плавки железа и печи для обжига глиняной посуды находились за валом городища. При раскопках найдено большое количество остатков хлебопашеских орудий, костей домашних животных, тысячи бытовых и хозяйственных предметов, оружия и культовых вещей. В некоторых помещениях найдены ценные украшения, остатки золотой и серебряной парчи, медная позолоченная посуда и т. д. Под руинами жилья и хозяйственных сооружений сохранились скелеты погибших людей.
Исследования городища проводились в 1929—1935 годах, а также в 1946 году Институтом археологии АН УССР (Ф. Молчановский, В. Гончаров). В 1946 году на основе археологических комплексов окрестностей Райковецкого городища (урочище Лука) была выделена лука-райковецкая культура.

Ф. Н. Молчановский на раскопках городища. 1930-е годы